# 大草原鎮區 (內布拉斯加州普拉特縣)
大草原鎮區（英語：Grand Prairie Township）是位於美國內布拉斯加州普拉特縣的一個行政鎮區。

## 地方資料
大草原鎮區的面積為93.74平方千米，皆為陸地。根據2020年美國人口普查的數據，當地共有人口333人，而人口密度為每平方千米3.55人。